# Mauro Lainez
Mauro Lainez Leyva (Villahermosa, 9 maggio 1996) è un calciatore messicano, centrocampista del Mazatlán.

## Biografia
È fratello maggiore di Diego Lainez, anche lui calciatore.

## Caratteristiche tecniche
È un'ala sinistra.

## Carriera

### Club
Ha giocato nella prima divisione messicana.

### Nazionale
Nel 2015 con la nazionale Under-20 messicana ha disputato il campionato nordamericano Under-20 ed il Mondiale Under-20.
Nel 2021 ha giocato una partita con la nazionale maggiore messicana.

## Palmarès

### Nazionale
- Campionato CONCACAF Under-20: 1

2015